# Macrocentrus testaceiceps
Macrocentrus testaceiceps är en stekelart som beskrevs av Szepligeti 1914. Macrocentrus testaceiceps ingår i släktet Macrocentrus och familjen bracksteklar. Inga underarter finns listade i Catalogue of Life.